# Strangea
Strangea es un género de árboles perteneciente a la familia Proteaceae. Es endémico de  Australia.

## Taxonomía
Panopsis fue descrito por Carl Meissner y publicado en Hooker's Journal of Botany and Kew Garden Miscellany 7: 67. 1855. La especie tipo es: Strangea linearis Meisn. 

## Especies
- Strangea cynanchocarpa F.Muell.
- Strangea linearis Meisn.
- Strangea steedmanii Blakely
- Strangea stenocarpoides (F.Muell. ex Benth.) C.A.Gardner